# Oribatula frisiae
Oribatula frisiae är en kvalsterart som först beskrevs av Oudemans 1900.  Oribatula frisiae ingår i släktet Oribatula och familjen Oribatulidae. Inga underarter finns listade i Catalogue of Life.